# Domony

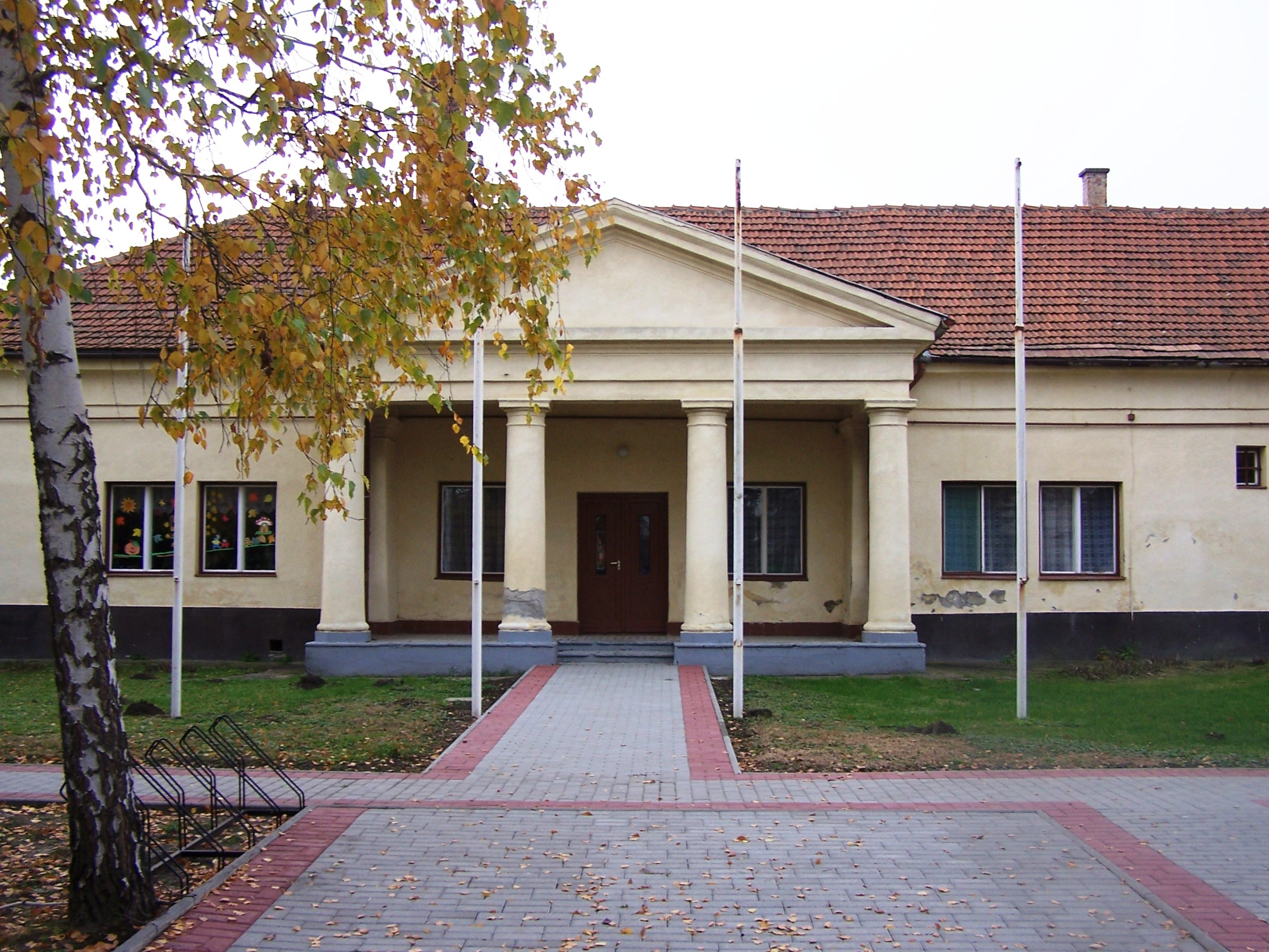
Both-Bagi-Landhaus, heute Bürgermeisteramt

Domony ist eine ungarische Gemeinde im Kreis Aszód im Komitat Pest.

## Geschichte
Domony wurde bereits 1284 urkundlich erwähnt.